# 本町 (栃木市)
本町（ほんちょう）は、栃木県栃木市の地名。郵便番号は328-0034。 
　

## 地理
栃木地区東部に位置し、東は神田町、西は万町・旭町、南は城内町、北は日ノ出町と接している。

## 世帯数と人口
2017年（平成29年）8月31日現在の世帯数と人口は以下の通りである。
| 町丁 | 世帯数  | 人口    |
| ---- | ------- | ------- |
| 本町 | 546世帯 | 1,164人 |

## 施設
公共
- 栃木税務署
- 宇都宮地方検察庁栃木支部

教育
- 栃木市立栃木南中学校

郵便
- 栃木本町郵便局

商業
- カワチ薬品新本町店

観光
- 岩下の新生姜ミュージアム

## 交通

### バス
蔵の街観光バス
■蔵の街循環「のらっせ号」
- (6) 南中入口 - (7) 本町郵便局前 - (8) 市民会館前

### 道路
主要地方道
- 栃木県道31号栃木小山線（小山街道）

## 小・中学校の学区
市立小・中学校に通う場合、学区は以下の通りとなる。
| 番地       | 小学校                 | 中学校               |
| ---------- | ---------------------- | -------------------- |
| 一部       | 栃木市立栃木中央小学校 | 栃木市立栃木東中学校 |
| その他全域 | 栃木市立栃木第四小学校 | 栃木市立栃木南中学校 |